# Ceratobasidium sphaerosporum
Ceratobasidium sphaerosporum é uma espécie de fungo pertencente à família Ceratobasidiaceae.